# 26169 Ісікавакійосі
26169 Ісікавакійосі (26169 Ishikawakiyoshi) — астероїд головного поясу, відкритий 21 грудня 1995 року.
Тіссеранів параметр щодо Юпітера — 3,603.